# 4-я дивизия Добровольческой армии
4-я дивизия (4-я д) — воинское соединение в Крымско-Азовской Добровольческой армии Вооружённых сил Юга России во время Гражданской войны в России.

## Предыстория
1918 год
История 4-й дивизии началась 19 ноября 1918 года с формирования Крымской дивизии Добровольческой армии.
Крымская дивизия формировалась с 19 ноября 1918 года в Крыму. Начальник дивизии генерал-майор А.В. Корвин-Круковский (19 ноября 1918 — 19 января 1919).
С 27 декабря Крымская дивизия входила в состав Крымско-Азовского корпуса Добровольческой армии.
К 31 декабря дивизия включала:
- Симферопольский офицерский полк,[1][3],
- Крымский сводный пехотный полк[1],
- 2-й Таманский полк Кубанского казачьего войска[1],
- Запасный кавалерийский полк,[1]
- отдельный кадровый эскадрон.[1]

1919 год
8 января в результате объединения Добровольческой армии и армии Всевеликого Войска Донского для совместной борьбы против Советских Республик созданы Вооружённые силы Юга России (далее ВСЮР). Крымская дивизия Крымско-Азовского корпуса Добровольческой армии вошла в состав ВСЮР.
10 января основе корпуса Крымско-Азовского корпуса сформирована Крымско-Азовская Добровольческая армия (далее К-А Добрармия). Крымская дивизия вошла в состав армии.,

## История
С 19 января Крымская дивизия получила наименование 4-я дивизия.
Начальник дивизии генерал-майор А. В. Корвин-Круковский (19 января – 21 мая 1919; 21 — 28 мая 1919 начальник 4-й пехотной дивизии). В декабре 1917 вступил в Добровольческую армию. В феврале—сентябре 1918 - комендант штаба Добровольческой армии. Участвовал в Первом Кубанском походе в должности начальника обоза армии. С сентября 1918 занимал должность коменданта главной квартиры Главнокомандующего, с ноября находился в резерве чинов при штабе Главнокомандующего Добрармии. Начальник гарнизона города Симферополя (губернский город Таврической губернии) и начальник Крымской дивизии (19.11.1918 — 19.01.1919) в составе Крымско-Азовского корпуса (27.12.1918-10.01.1919) Добровольческой армии, а затем Крымско-Азовской армии (с 10-19.01.1919). С 19.01-21.05.1919 начальник 4-й дивизии Крымско-Азовской армии. С 21-28.05.1919 начальник 4-й пехотной дивизии Крымско-Азовской армии. С 28 мая 1919 числился вновь в резерве чинов при штабе ВСЮР.
Дивизия входила в Крымско-Азовскую Добровольческую армию.
4-я дивизия включала:
- Симферопольский офицерский полк. Командир полка полковник П.Г. Морилов (декабрь 1918 — 11 апреля 1919).[1][3]
  - 1-й офицерский батальон (Симферопольский): 1 и 2-я роты. Командир батальона штабс-капитан Н. И. Орлов.[3]
  - 2-й офицерский батальон (Ялтинский): 3 и 4-я роты. Командир батальона капитан Б. Гаттенбергер.[3]
  - 3-й офицерский батальон (Севастопольский): 5 и 6-я роты. Командир батальона капитан Коттер.[3]
- Крымский сводный пехотный полк.[1]
- Татарский стрелковый полк,[1]
- 1-й артиллерийский дивизион (из формирующегося Крымского)[1],
- 2-й артиллерийский дивизион (из кадров 13-й артиллерийской бригады),[1]
- 3-й артиллерийский дивизион (из кадров 34-й артиллерийской бригады),[1]
- 4-й артиллерийский дивизион (из Перекопского; г. Перекоп Перекопского уезда),[1]
- эскадрон Крымского конного полка,[1]
- 2-й Таманский полк Кубанского казачьего войска.[1]

6 февраля (старый стиль) командир Симф.Оф.полка полковник П. Г. Морилов получил телефонограмму начальника штаба 4-й дивизии полковника Г. А. Дубяго за № 441, в которой передавался приказ Штаба Крымско-Азовской Армии об отправке 1-го офицерского батальона штабс-капитана Н. И. Орлова на фронт в г. Мелитополь Мелитопольского уезда Таврической губернии в распоряжение Начдива-5 генерал-лейтенанта Н.Н. Шиллинга (). 4-я рота, находившаяся в г. Евпатории (уездный город Евпаторийского уезда, была срочно вызвана в Симферополь к основным силам батальона. Батальон спешно готовился к переезду.
8 февраля (ст. ст.), после обеда, 1-й оф.батальон Симф.Оф.полка в полном составе погрузился в вагоны и по железной дороге отправился в Мелитополь, куда прибыл 9 февраля. На ж.д. ст. Мелитополь в это время находился Начдив-5 генерал-лейтенант Н. Н. Шиллинг. Командир батальона Н. И. Орлов явился к нему с рапортом о прибытии в его распоряжение. Батальон был расквартирован в Мелитополе.
14 февраля (ст.ст.) 1-й оф.батальон Симф.Оф.полка из Мелитополя отправлен на ж.д. станцию Верхний Токмак в распоряжение командира Гвардейского отряда генерал-майора П. Э. Тилло 5-й дивизии.
Вечером 27 февраля (ст.ст.) 1-й оф.батальон Симферопольского офицерского полка был выведен из состава Гвардейского отряда генерала П. Э. Тилло 5-й дивизии и командир батальона получил самостоятельную задачу - занять ж.д. ст. Акимовку.
С 27 февраля и до 5 марта (ст.ст.) 1-й оф.батальон Симф.Оф.полка вёл арьергардные бои (оборонительные бои при отступлении) от ж.д. ст. Акимовка, далее по линии железной дороги до ж.д. ст. Рыково.
1 марта 5-я дивизия вела сдерживающие бои в северной Таврии. 4-я дивизия находилась в полуостровной Таврии.
2 марта (ст.ст.) по приказу Начдива-4 генерал-майора А.В. Корвин-Круковского личный состав штаба Симферопольского офицерского полка, 2-й оф.батальон и команды полка, всего 364 человека, выступили из Симферополя на Перекопский перешеек. Начальник дивизии обратил внимание командира полка полковника П. Г. Морилова, на то, что, во исполнение приказания Командующего войсками Крымско-Азовской Добровольческой армии, Перекоп уже сильно укреплён в инженерном отношении и несколькими рядами проволочных заграждений. (См. Инженерные войска и Инженерные войска)
13 марта в составе дивизии сформирована 4-я инженерная рота, командир роты полковник Бородин.
21 мая 4-я дивизия получила наименование 4-я пехотная дивизия.

## Подчинение
- 19 января - август 1919: Вооружённые силы Юга России, Крымско-Азовская Добровольческая армия.[1]

## Командование
- Начальник дивизии: генерал-майор А.В. Корвин-Круковский (19 января — 21 мая 1919)[1]
- Командиры бригады:
- генерал-майор П.К. Писарев (до 10 апреля 1919),[1]
- генерал-майор Я.А. Слащёв (до 21 мая 1919).[1]
- 4-я инженерная рота полковник Бородин (с 13 марта 1919).[1]

## Состав
На 19 января 1919: в составе Крымско-Азовской Добровольческой армии
- Управление дивизии,
- Симферопольский офицерский полк,[1]
- Крымский сводный пехотный полк,[1]
- Татарский стрелковый полк,[1]
- 1-й артиллерийский дивизион (из формирующегося Крымского),[1]
- 2-й артиллерийский дивизион (из кадров 13-й артиллерийской бригады),[1]
- 3-й артиллерийский дивизион (из кадров 34-й артиллерийской бригады),[1]
- 4-й артиллерийский дивизион (из Перекопского),[1]
- эскадрон Крымского конного полка,[1]
- 2-й Таманский полк Кубанского казачьего войска.[1]

13 марта в составе дивизии сформирована 4-я инженерная рота, командир роты полковник Бородин.